# Destino
Destino er en kort animationsfilm fra 2003 udgivet af Walt Disney Animation Studios. Produktionen af Destino blev påbegyndt allerede i 1945 som et samarbejde mellem Walt Disney Studios ved tegneren John Hench og den spanske surrealist Salvador Dalí, men Walt Disney afbrød imidlertid samarbejdet i 1946, da han ikke så nogen indtjeningsmuligheder i filmen og da Walt Disney Studios havde finansielle problemer efter afslutningen af 2. verdenskrig.

Projektet blev genoplivet i 1999, da Walt Disneys nevø Roy E. Disney opdagede det oprindelige filmprojekt, da han arbejdede med Fantasia 2000. Roy E. Disney besluttede, at færdiggøre filmen. Kortfilmen blev færdiggjort af Walt Disney Studios Paris med Baker Bloodworth som producer og franskmanden Dominique Monféry som instruktør. En række af Disneys animatorer færdiggjorde filmen baseret på Dalí og Henchs kryptiske storyboard med hjælp af fra Dalís enke Gala Dalí og Hench. Slutresultatet er overvejende traditionel animation, herunder Henchs originale tegninger, men den endelige film indeholder ca. 20% computeranimation.
"Jag tror at budskabet er, at et maleri er meget stærkere end 124.000 ord. Hvis man derfor i stedet for laver et animeret maleri, får man så mange frames (billeder) i en video gange 124.000. I dette tilfælde cirka 36.000 billeder ganget med 124.000 ord, hvilket giver cirka 4,5 millioner ord i alt". (John Hench).
Filmen indeholder musik af den mexicanske sangskriver Armando Domínguez, hvis tekster synges af Dora Luz.
Filmen blev udgivet i 2003 ved Animation Show of Shows, og blev sendt i Danmark i 2020 på Disney+.
Ved Henchs mellemkomst og Gala Dalis dagbøger, tillagt omtrent 20 % computeranimation blev projektet afsluttet.

## Handling
Filmen følger guden Kronos ('tiden') og hans kærlighed til den dødelige kvinde, Dahlia, der danser igennem et Dalisk surrealistisk landskab. Tiden identificeres med kviksand i én scene. Der indgår ingen dialog, men underlægningsmusik ved Domínguez, sunget af Luz.

## Eksterne referencer
- Destino på Internet Movie Database (engelsk)
- Destino på AlloCiné (fransk)
- Destino hos British Film Institute (engelsk)
- Destino på The Movie Database (engelsk)
- Destino på Rotten Tomatoes (engelsk)
- Destino på Filmaffinity (engelsk)
- Destino hos The Big Cartoon DataBase (engelsk)
- bcdb: bcdb: Destino.
- En date med Destino: YouTube.